# Sophus Torup
Sophus Carl Frederik Torup, né le 15 août 1861 à Nykøbing Falster et mort le 30 novembre 1937 à Oslo, est un physiologiste danois.

## Biographie
Il obtient en 1879 son diplôme de médecin et exerce en Norvège. Assistant de Christian Bohr (1886-1887) dans son laboratoire de physiologie, puis dans des laboratoires à Leipzig et Paris (1887-1889), il devient professeur de physiologie à l'université de Christiania (1889-1937) et dirige l'Institut de physiologie jusqu'à sa mort.
Nutritionniste, il étudie le scorbut et supervise toutes les grandes expéditions polaires norvégiennes de Fridtjof Nansen, Otto Sverdrup et Roald Amundsen et a été ainsi, d'après les explorateurs, un des facteurs clés qui ont contribué à la réussite des expéditions.
Il est à l'origine en 1916 de la création de l'Union scandinave des physiologistes qui est fondée en 1925.
Décédé à Oslo, il est inhumé à Haderslev.

## Distinctions
- Commandeur de l'ordre du Dannebrog

## Œuvres
- Hvorledes skaffes god, daglig Kost for den billigste Pris? (avec John Christmas-Dirckinck-Holmfeld), 1885
- Om Blodets Kulsyrebinding med saerligt Hensyn til Haemoglobinets Kulsyreforbindelse, 1887
- Sur la teneur en oxygène des cristaux d'oxyhémoglobine (avec Christian Bohr), 1890
- Ernæringen og stofskiftet, 1897
- Undersøgelser over nogle fladbrødsorters sammensætning og udnytning i organismen, 1902
- Die thermochemischen Reaktionen bei der Verbindung des Hämoglobins mit Sauerstoff und Kohlensäure, 1906
- Alkohol og arbeide, 1906
- Fortegnelse over medicinske tidsskrifter centralblade og aarsberetninger i offentlige og private bibliotheker i Norge, 1907

## Hommage
L'île Torup dans l'archipel François-Joseph a été nommée en son honneur par son ami Fridtjof Nansen le 17 août 1895.